# Archaeornithoides

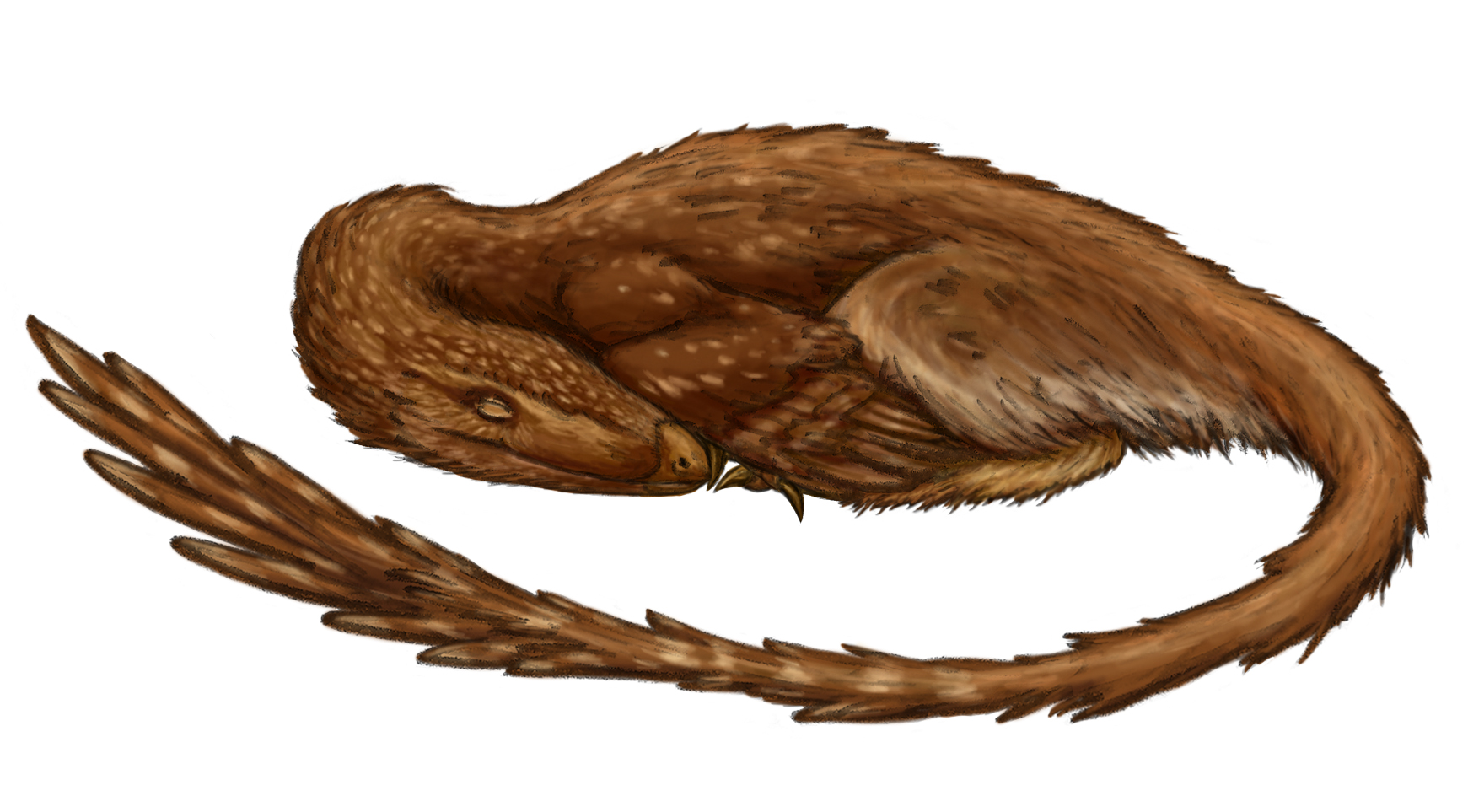
Реконструкція

Archaeornithoides — рід манірапторових тероподів пізньої крейди Монголії.

## Відкриття та найменування
У 1965 році польсько-монгольська палеонтологічна експедиція знайшла скам'янілість маленького динозавра в Байн Дзак, Монголія. У 1983 році про знахідку повідомив Анджей Ельзановський. Останки були названі типовим видом Archaeornithoides deinosauriscus Ельцановським і Пітером Веллнхофером у 1992 році. У 1993 році вони були більш детально описані тими ж авторами.